# Microcercus salamense
Microcercus salamense är en kräftdjursart som först beskrevs av Karl Wilhelm Verhoeff1942.  Microcercus salamense ingår i släktet Microcercus och familjen Eubelidae. Inga underarter finns listade i Catalogue of Life.